# Coto Paúl
Francisco Antonio Paúl Terreros (Caracas, 2 de agosto de 1773-Barranquilla, 1821), más conocido como Coto Paúl, fue un abogado, político, miliciano y orador venezolano. Formó parte de la Sociedad Patriótica durante el proceso independentista de Venezuela.

## Biografía

### Familia y educación
Sus padres fueron el escribano público español Francisco Antonio Paúl Alburga y la caraqueña Petronila Terreros. Fueron siete hermanos, de quienes destacó su hermano Felipe Fermín Paúl Terrenos, quien fue abogado, presidente del Congreso Nacional en 1811, rector de la Universidad de Caracas en 1823 y ministro de Interior y Justicia en 1837. Sus otros hermanos fueron Ignacio, Joaquín, Francisca, María y Petronila. Los hermanos Paúl Terreros quedaron huérfanos a temprana edad.
Paúl se casó en Caracas con María de Jesús Almeida, hija de José Almeida y de Ana María de Miranda, quien era hermana de Francisco de Miranda. Sus hijos fueron Mauricia, Juan Antonio, Emilia y Magdalena. De ellos, Juan Antonio apoyaría más adelante la causa federal liderada por Ezequiel Zamora.
Debido a que Paúl padecía de bocio fue apodado como «Coto», otro término para dicha patología.
Coto Paúl estudió Derecho en la entonces Universidad de Caracas y en 1807 ingresó en el Colegio de Abogados.

### Faceta independentista
Tras el triunfo de la Revolución del 19 de abril de 1810, Coto Paúl se convirtió en una de las principales figuras de la Sociedad Patriótica, organización en la cual pronunció un discurso memorable donde reivindicaba la anarquía. En dicho discurso Coto Paúl defendió un sistema federal frente a quienes tildaban a esta forma de organización política como una «anarquía»:

¡La anarquía! Esa es la libertad cuando para huir de la tiranía desata el cinto y desnuda la cabellera ondosa. ¡La anarquía! Cuando los dioses de los débiles, la desconfianza y el pavor la maldicen, yo caigo de rodillas a su presencia. ¡Señores! ¡Que la anarquía, con la antorcha de las furias en la mano, nos guíe al Congreso para que su humo embriague a los facciosos del orden, y le sigan por calles y plazas, gritando libertad!
Coto Paúl

Por otro lado, entre los cargos públicos que ejerció en la entonces naciente república venezolana se encuentran: fiscal de la Alta Corte de Justicia (en 1811) y gobernador de Caracas.
Asimismo, Coto Paúl participó en distintas batallas para defender y conservar la independencia venezolana. De esta manera, formó parte de las fuerzas lideradas por Francisco de Miranda durante la Primera República, en 1813 se reincorporó a la lucha armada tras recuperarse la república (Segunda República), fundó el escuadrón Defensor Patrio durante su cargo de gobernador de Caracas. De manera específica combatió en la batalla de Vigirima (25 de noviembre de 1813), la batalla de Araure (5 de diciembre de 1813), la batalla de Camoruco y otras acciones bélicas.

### Últimos años y muerte
Tras la caída de la Segunda República venezolana en 1814, Coto Paúl se exilia en Curazao al igual que otros líderes patriotas venezolanos. Posteriormente, Paúl contribuyó en la liberación de Nueva Granada en acciones como la Campaña del Magdalena, en el sitio y toma de Cartagena y organizó fuerzas para expediciones a Santa Marta. En 1820 Coto Paúl se unió en río Hacha (actual Colombia) al general Mariano Montilla, quien lo comisionó como auditor de guerra y su secretario. Sin embargo, en 1821 fallece en Barranquilla a causa de malaria a los 48 años de edad.